# キリスト教教育修士会
キリスト教教育修士会（キリストきょうきょういくしゅうしかい、ラテン語 :Institutum Fratrum Instructionis Christianae de Ploërmel, F.I.C.P., 英語：the Brothers of Christian Instruction, フランス語：Frères de l'instruction chrétienne de Ploërmel）（通称ラ・ムネー兄弟とも）は、若者のために、1819年にジャン・マリー・ド・ラ・ムネとガブリエル・デヘーによって設立されたカトリック教育組織。
組織の目的は、創設者の意思を堅持しており、「青少年の教育し、イエス・キリストをより理解させより愛させること（"to educate the young and to make Jesus Christ better known and better loved"）」である。
修道士は、 清貧と童貞（純潔）と服従を守る誓いで繋がっている（福音書の教え Evangelical counsels）。

## 歴史
1819年5月16日、フランス、オーレーの神父でヴァンヌの司教総代理であるガブリエル・デヘーと、サン＝ブリユーの教区神父であるジャン・マリー・ド・ラ・ムネーの2人のカトリック司祭によって、プロヴィダンス女子修道会（the Daughters of Providence）と、キリスト教教育修士会（the Brothers of Christian Instruction）が設立された。
当初、彼らはラ・サール会と共に修練院（ノビシャド）をしており、ラ・サール会の規則の大部分を採用した。組織は献身的な活動によって、フランスの労働者階級の教育の推進をし、最終的には世界に及んだ。修道士は増加した。修道院本部（マザーハウス）は1824年11月にプロエルメルに設立された。1876年、Nicolas-Augustin de La Croix d'Azoletteによってガスコーニュ州修道士会が設立され、1880年、彼はオーシュ（ガスコーニュ州の中心的都市）の大司教となった。ティシュブレのサント・マリー教会修道士会はCharles-Augustin Duguey神父によって設立され、この修道士会に加わった。
この修道士会は、教皇レオ13世によって、1891年3月13日に正規に承認された。
プロエルメルの修道院本部財団から、イギリス、アフリカ、アジア、アメリカへと広がった。1886年、創始者2人の志を継ぐ修道士たちはカナダ、モントリオールへと向かい、その後米国で活動した。フランスでは、第三共和政の反教権主義により宗教団体は他のアソシアシオンと区別され、強い規制の下に置かれた。宗教団体は労働団体よりも危険視された。公教育が推進され、カトリック修道会の私教育を規制した1901年7月1日法（許可制）、1904年7月7日法（全面禁止）のために、修道院本部はイングランドのトーントンに移設を余儀なくされ、1903年に解散させられた。修道院本部の財産は取り上げられ、メンバーはブルガリア、トルコ、エジプトなどに散開した。そのため、現在この修道士会はローマに本部を置くが、カナダのフランス語圏が地盤であると思われる。メンバーは増え、フィリピン、スペイン、および英国などにミッションを拡張している。2015年現在、1,300人のメンバーが、25カ国で教育を推進している。2019年で創立200周年を迎えた。

## 日本での歴史
日本での活動は戦後からである。1951年（昭和26年）7月20日、最初のカナダ人ブラザー3人が日本に到着した。その後、カナダ人ブラザーは継続的に増員され、1971年には累計44人となった。
学校法人聖マリア学園（神奈川県横浜市中区滝之上100番地）を経営している。前理事長はトマス・トランブレ。2008年から2011年にかけて系列の学校施設を次々と建て替えた。横浜市中区に約36000平米、世田谷区瀬田に約35000平米、静岡県静岡市に約54000平米を所有する。
- 1952年（昭和27年） 横浜市（現聖光学院中学校・高等学校敷地）に外国人子弟のための学校を開設。
- 1954年（昭和29年）9月22日 東京都港区芝伊皿子町48-1に「セント・メリーズ・インターナショナル・スクール」を設置。
  - 1972年（昭和47年）世田谷区瀬田1-6-19に移転。
- 1956年（昭和31年）11月30日 横浜市中区滝之上「さゆり幼稚園」を設置。
- 1958年（昭和33年）１月22日 横浜市中区滝之上に「聖光学院中学校」を設置。
- 1961年（昭和36年）4月10日 「聖光学院高等学校」を設置。
- 1969年（昭和44年）４月 「静岡聖光学院」開校。

## 日本で活動している修道士
- Morissette Guy（横浜）（さゆり幼稚園園長）（フィリピン日本区代表）
- Tremblay Thomas A（横浜）（学校法人代表）
- Villemure Claude（横浜）
- Beaudoin Michel（横浜）
- Ducharme Raymond（静岡　代表）
- Ozawa Philippe C（静岡）
- Roy Nolin（フィリピン代表）
- Houle Jean Pierre（世田谷　代表）
- Jutras Michel（世田谷）
- Ssekitooleko Deogratias（世田谷）

## 機関
日本国外
- Collège Jean de la Mennais（カナダ）
- St Francis Xavier's College, Liverpool（イギリス）
- St. John Fisher Ibanda Secondary School（ウガンダ）
- St. Mary's College, Kisubi（ウガンダ）
- セントメアリー大学、サウサンプトン（イギリス）
- Walsh University（アメリカ）

日本国内
- セント・メリーズ・インターナショナル・スクール（東京都世田谷区）
- 聖光学院中学校・高等学校（神奈川県横浜市）
- さゆり幼稚園（神奈川県横浜市）
- 静岡聖光学院中学校・高等学校（静岡県静岡市）